# 南総町
南総町（なんそうまち）は、かつて千葉県市原郡にあった町。現在の市原市の中部から南部にかけて位置していた。
1954年、昭和の大合併の時期に成立し、10年あまり存続したのち市原市に編入された。旧町域は市原市役所南総支所の所管区域となっており、南総地区と呼ばれている。

## 沿革
- 1954年（昭和29年）- 11月15日 - 牛久町・鶴舞町・戸田村・内田村・平三村が合併して市原郡南総町が発足。
- 1967年（昭和42年）10月1日 - 加茂村とともに市原市へ編入され消滅。

## 交通

### 鉄道
- 小湊鉄道
  - ■小湊鉄道線
    - 馬立駅 - 上総牛久駅 - 上総川間駅 - 上総鶴舞駅

## 参考資料
- 市原のあゆみ[要文献特定詳細情報]